# Gengjia Xiang
Gengjia Xiang (kinesiska: 更戛, 更戛乡) är en socken i Kina. Den ligger i provinsen Yunnan, i den sydvästra delen av landet, omkring 330 kilometer väster om provinshuvudstaden Kunming. Antalet invånare är 25 030. Befolkningen består av 11 922 kvinnor och 13 108 män. Barn under 15 år utgör 19,0 %, vuxna 15-64 år 72 %, och äldre över 65 år 7,0 %.
Genomsnittlig årsnederbörd är 1 178 millimeter. Den regnigaste månaden är juli, med i genomsnitt 304 mm nederbörd, och den torraste är januari, med 7 mm nederbörd.